# ピーマン

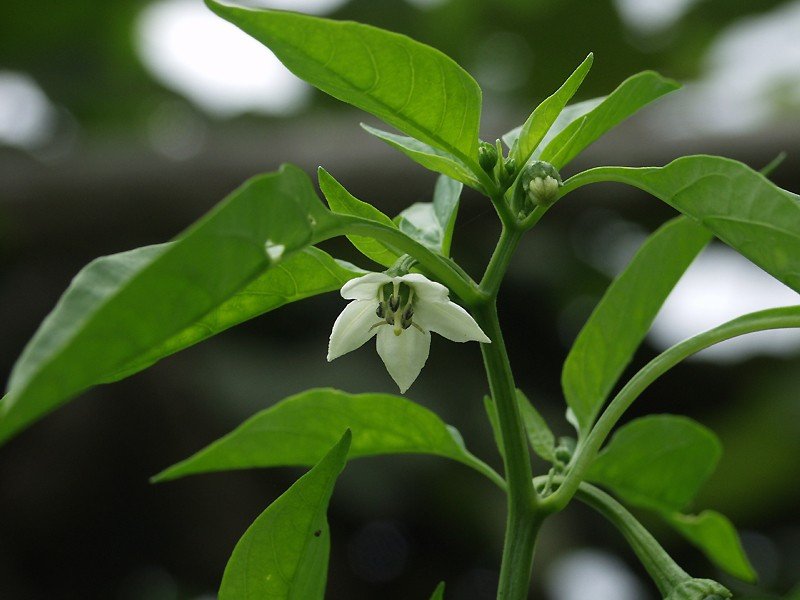
ピーマンの花

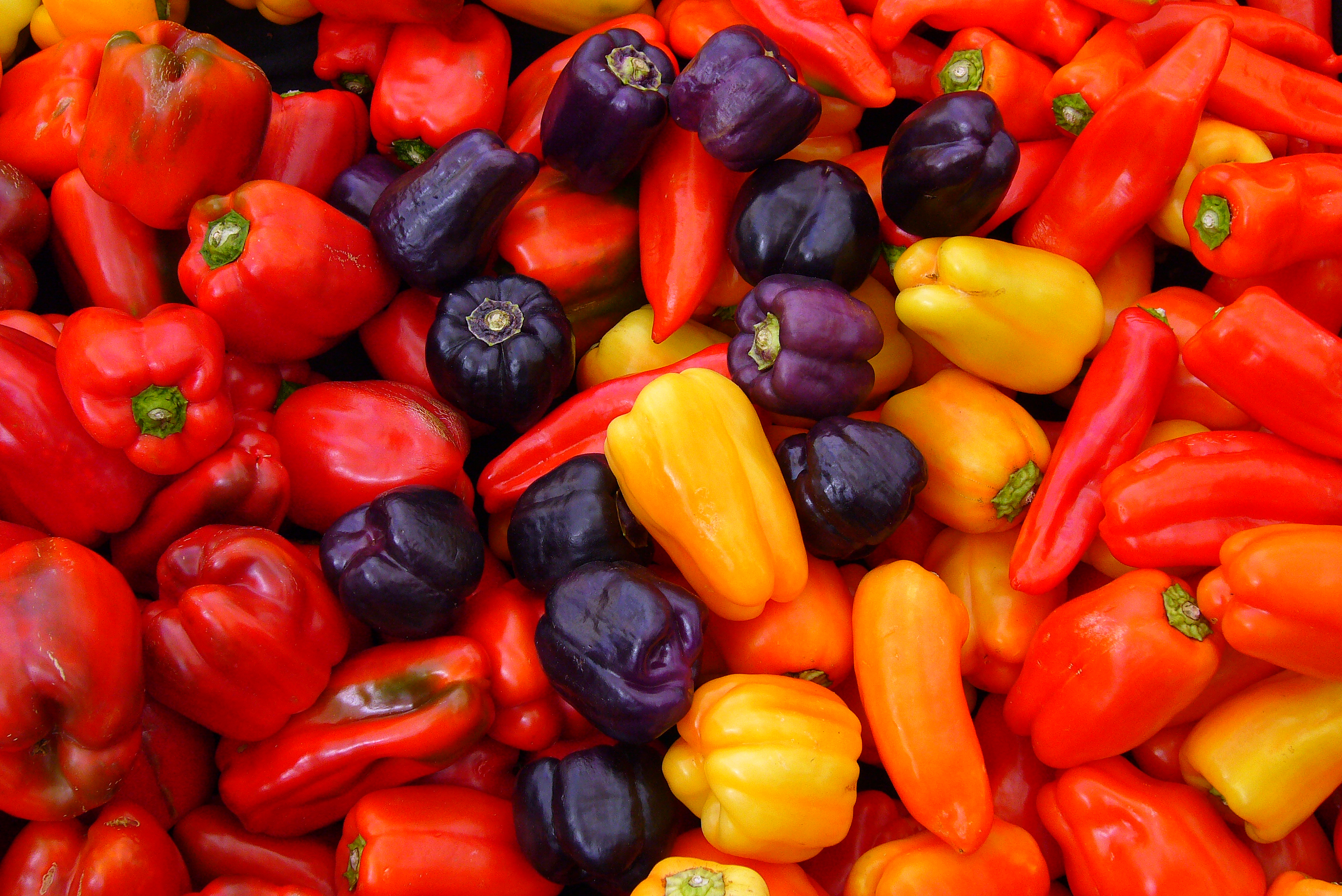
さまざまな色のカラーピーマン

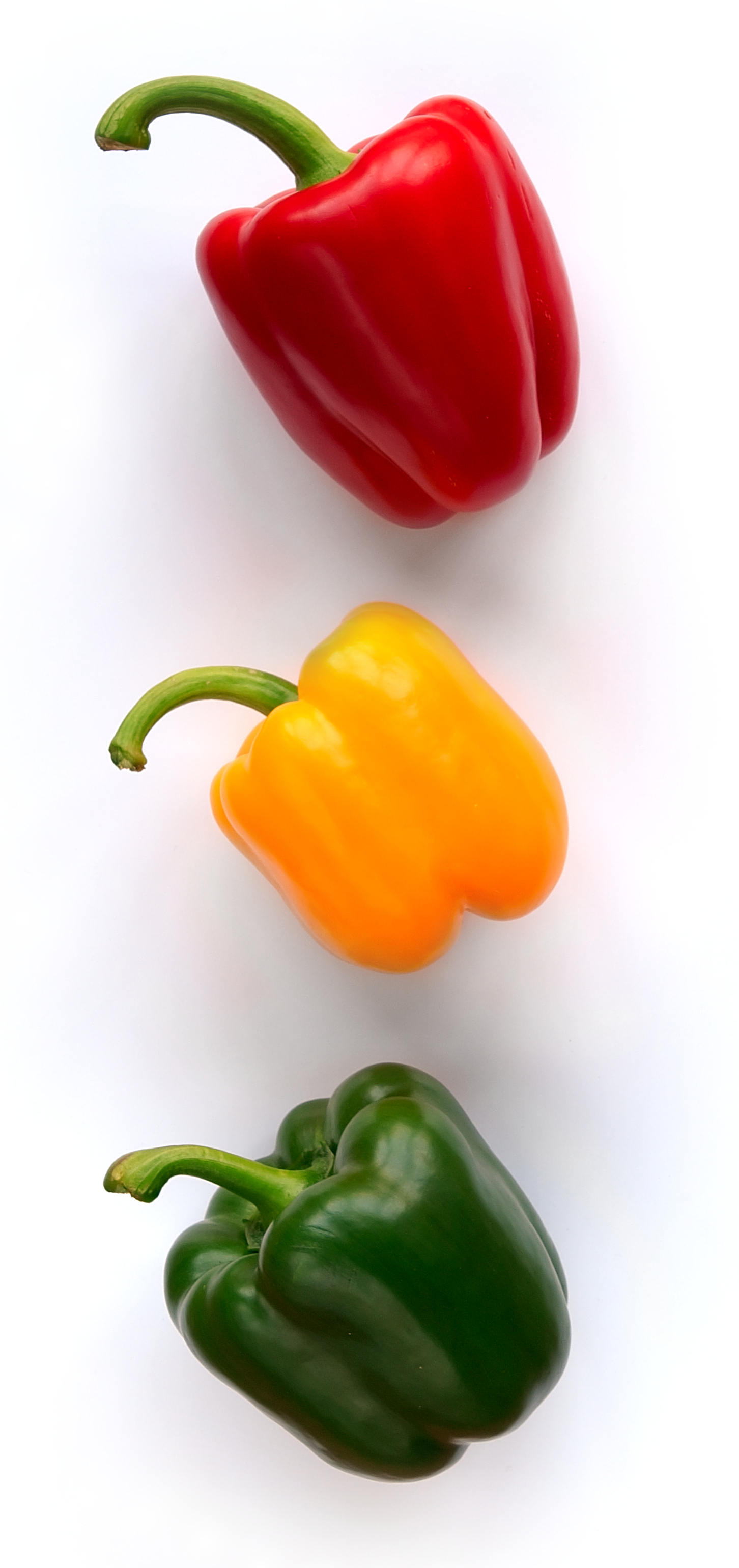
さまざまな色のカラーピーマン。緑色のもの以外はパプリカとも呼ばれる

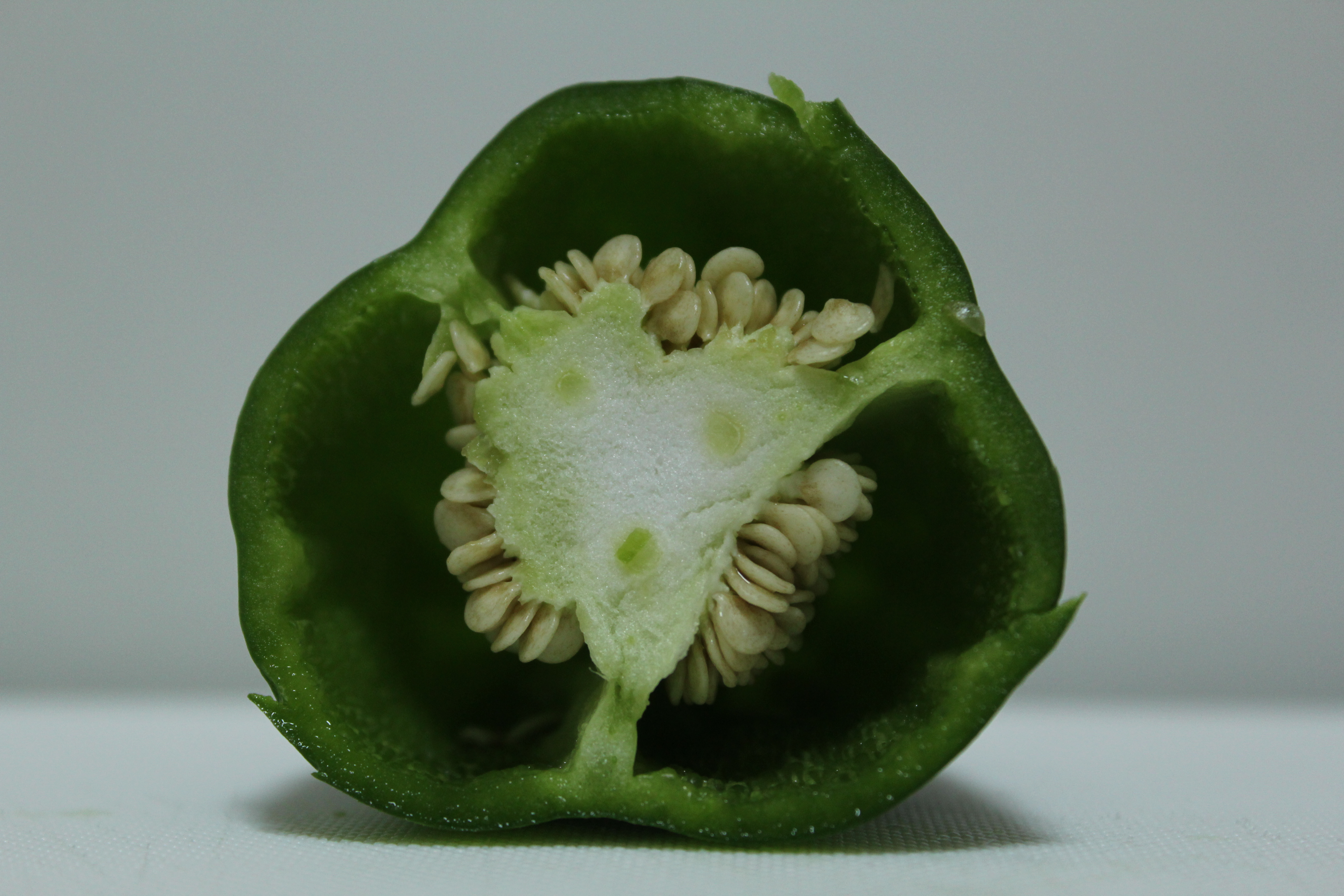
断面

ピーマン（甘唐辛子）は、ナス科トウガラシ属の多年草または低木（日本など温帯では一年草）、およびその果実。学名は Capsicum annuum 'Grossum' であり、トウガラシの栽培品種で甘味種に分類される。果肉は種子以外ほとんど空洞である。

## 名称
日本語における「ピーマン」の由来は、広義のトウガラシを指すフランス語の “piment”（ピマン）、あるいはポルトガル語の “pimento”（ピメント）とされる。ピマンやピーメントの語源は、「塗料」「顔料」を意味するラテン語の “pigmentum” だと言われている。明治期では西洋とうがらし、甘とうがらしとも。
植物分類学上では、ピーマンはトウガラシと同種であるが、トウガラシのうち、しし群とベル群という2つの品種群が通常ピーマンと呼ばれている。ベル群のうち、肉厚の大果種を特にパプリカ（英: Paprika）、またはジャンボピーマンの名で呼んでいる。「パプリカ」の名は、ハンガリーなどでトウガラシ類を総称する言葉であるが、子供や若者に食べてもらうために、ファッション性を意識して用いられたという経緯もある。
英語名は、“Sweet pepper”（スイートペッパー）や、“Bell pepper”（ベルペッパー）などと呼ばれる。フランス語名は “poivron”（ポワヴロン）というピーマンを意味する男性名詞でよばれ、イタリア語名では “peperone”（ペペローネ）、中国名は「菜椒」という。

## 特徴
熱帯アメリカ原産で、代表的な夏野菜の一つに数えられる。トウガラシの仲間で、果実が大きく、辛味を抑えて品種改良されたものである。トウガラシから選抜して野菜として栽培され、アメリカで改良されたのがベル形のピーマンである。オランダでさらに改良が加えられ、大形カラーピーマンの「パプリカ」も生まれている。
日本の店頭で食用として販売されるものは、明治初頭にアメリカから伝わったイスパニア種を品種改良した中形で緑色のものが多いが、近年はカラーピーマンも出回っている。緑色は未成熟の果実のためであり、成熟すると一般的なものは赤色のほか黄色、橙色に変わるものもある。北米では大形の成熟した様々な色のものが流通する。その他に、未成熟で白色や、黒色（濃い紫色）、紫色のものもあり、黒や紫色は表面の色だけで果肉の断面は緑色である。こうした未熟果は加熱すると緑色に変化し、熟すると橙色、赤色に変わる。

## 歴史
ピーマンと分類学上同種のトウガラシは、16世紀（戦国時代）に日本に渡来したといわれ、「蕃椒」とよばれていた。薬用、観賞用とされたトウガラシは、江戸時代に甘味種であるシシトウガラシ、伏見甘などが出現し、江戸時代中期の『成形図説』（1804年）の中には、ピーマン形の甘味種のトウガラシの記載が見られる。
18世紀にアメリカ合衆国で、大きくて肉厚な甘トウガラシを品種改良した大型のピーマンが誕生した。ピーマンとして日本へはじめて伝来したのは明治時代からともいわれ、欧米から新たに甘味種が導入されたが、青臭さが嫌われて当時はあまり普及しなかった。第二次世界大戦後の食糧不足で野菜が高騰する中、政府の規制を受けないピーマンの生産が拡大するようになる。戦後に野菜のさまざまな品目でF1品種が誕生していく中、むさし育種農場が育成したF1品種の「緑王」が1956年（昭和31年）誕生し、大ヒット品種となる。日本で広く普及したのは1960年代以降からで、食生活の洋風化とともに栄養的に優れた食材として注目され、洋食や中華料理など一般家庭に普及していった。1964年（昭和39年）からは、「唐がらし」とは別に「ピーマン」の名で、農林統計に記載されるようになった。
1993年（平成5年）になると、オランダからパプリカが初輸入された。高価な野菜でありながらオランダ産の取扱量は1999年までに10倍以上に増え、1999年以降は新規参入の韓国産の取扱量が徐々に増えて、2010年代には日本国内に流通するパプリカの70%以上を占めるようになり、身近な野菜となった。

## 品種
ピーマンそのものはトウガラシの品種の一つであり、果実は肉厚でカプサイシンを含まない。流通している最も一般的な種類は、果実が30 - 40 gぐらいの中型で、緑色をしているものである。カラーピーマンも未熟果では緑色であるが、成熟すると赤色、橙色、黄色などに変化する。ピーマンの一種アナスタシア（フルーツピーマン）の販売されているものにも緑色のほかに、赤色、黄色、橙色、黒色（紫色）など様々な色のものもある。日本でパプリカと呼ばれる品種は、肉厚で果実の部屋数が3 - 4に分かれた綺麗なベル形の品種で、完熟果として赤、オレンジ、黄、茶色があり、未熟果として白、黒、緑、紫色がある。
緑ピーマン
一般的に流通しているもので、中型果で緑色の未熟果のピーマン。果肉は薄く、青臭い独特の風味がある。熟すると赤色に変化してカラーピーマンになる。中果種は1個の重さが30 - 40グラム (g) あるが、大果種では150 g前後あり、味も中果種のものと同じである。
- あきの - 園芸植物育種研究所育成の品種で、中形の果実で多少しわがある。トマトモザイクウイルス (ToMV) に強く、長期多収で晩秋まで安定的に収穫できる。
- 京ゆたか - 「京みどり」の改良品種で、日本全国で栽培可能で、低温や日照が少ない条件下でも多収が望める。実の表面の色つやが鮮やかで、成長中の黒あざもできにくい。
- 高農カリフォルニアワンダー - 日本に古くに導入され、1828年にアメリカで開発された「カリフォルニアワンダー」を、日本の気候に合うように永年をかけて淘汰育成された作りやすい固定種。実は肉厚で大きく、果重100グラムほどになる。えぐみが少なくて甘みもあり、生食できる。
- ニューエース - 極早生で横張のある中獅子型ピーマンで、家庭菜園向けで栽培しやすい。初期から成り休みがなく、収量が多い。
- みおぎグリーン - 園芸植物育種研究所が育成した品種で、果重30 - 40グラムと「みおぎ」よりも小さいが、多収が望めて病気にも強く、果実の形が乱れにくく揃えやすい。栽培が難しい品種であるが、やわらかくて苦みが少ないことから、消費者の人気が高い。

赤ピーマン（カラーピーマン）
赤ピーマンは、緑ピーマンが熟して赤くなったピーマンで、青臭さは減少して甘味が増している。果肉の厚みは緑ピーマンと変わらない。カラーピーマンは、赤色、黄色、オレンジ色があり、緑の色が完熟して果実が色づく。一般的な緑ピーマンよりも甘みが強く、臭いも薄い。黄色、オレンジ色は、赤色とは別種。
こどもピーマン
果実が小ぶりで、肉厚で苦味が少なく甘みのあるピーマン。トウガラシから改良された品種で、ビタミンCやカロテン量は一般的な緑ピーマンより豊富である。
- ピー太郎 - タキイ種苗が「ピーマンが苦手な子どもでもおいしく食べられるピーマン」をコンセプトに育成した品種。果重は40グラムほど、濃緑色で果面はなめらか。苦みや青臭みが少なく、素焼き、肉詰め、天ぷら、煮物、炒め物、サラダ、浅漬けと幅広く利用できる。果実下部にひびが入り始めたころに収穫する。

長ピーマン
形はホルン型とも呼ばれる細長い形のピーマンで、京野菜の万願寺とうがらしや伏見とうがらしに似ている。辛味はなく、赤色やオレンジ色もある。
- とんがりパワー - 長円筒型で長さ15 cm、直径4 cmほどになるのが特徴。苦みは少なくて甘みがあり、食味がよい。

バナナピーマン
果実は長さ10 - 15 cmと細長くなるピーマンでバナナのような形をしており、熟すと黄緑からクリーム色、赤色へと変化する。肉厚で甘味があって辛味はなく、サラダ、マリネ、炒め物など様々な調理法で使われる。
パプリカ
大型の品種で、果実は赤色、オレンジ色、黄色などがあり、肉厚で甘味が濃いのが特徴。サラダやグリルなどの彩りにも使われる。黄ピーマンは、大果種の緑・赤ピーマンとは別種の完熟果である。市場に出回ることが少ない白ピーマンは、緑ピーマンと同様に未熟果。表面の色が黒色から紫色の黒ピーマンは未熟果で、加熱調理すると表面も緑色に変わる。「オランディーノ」「カイテ」「ナガノ」「パレルモ」などの品種がある。
フルーツピーマン
小ぶりで、ピーマン臭がない甘くてみずみずしさがあるピーマンで、サラダなど生食に向く。「フルーツパプリカ」ともよばれ、「アナスタシア」「セニョリータ」「ぱぷ丸」などの品種がある。

## 栽培
ピーマンは1株から多数の実が収穫できる野菜で、栽培も手軽にできるが、手間のかけ方によって品質にも影響する。栽培時期は春に苗を植えて、夏から秋にかけて収穫する作物で、日本では5月ごろに植え付けされ7月から10月ごろにかけて収穫されるのが一般的である。ナスよりも高温性で、栽培適温は25 - 30℃とされ、寒さには弱く18℃以下になると栽培不良になってしまう。順調に育てるためには、気温15 - 30度以上、地温22 - 25度以上が必要といわれている。夏の暑さには大変強く、秋の徐々に寒くなる気候にも順応し、霜が降りるまで生育を続ける。
仕立や剪定の手間がかからず、比較的容易に栽培できる作物であるが、連作障害が起きるため同じ土地では、3年以上は同じナス科野菜を作らないようにする必要がある。日当たりが良い土壌に、植え付け前に元肥を十分にすき込むことが重要で、土壌が乾燥しないように株元を藁などで覆って水やりを切らさず追肥をしながら育てれば、1株だけでも長期間に渡りたくさんの果実を収穫することができる。冬から春にかけての時期はハウス栽培も行われている。カラーピーマンも同様に育てられる。苗をつくるときは、育苗箱などに種を筋蒔きし、発芽まで地温28 - 30度、発芽後は地温22 - 25度、気温15 - 30度の環境が整うように養生する。発芽が揃うころに葉が重ならないように間引きし、本葉1枚にころに育苗ポットに鉢上げして、できるだけ大苗に仕上げる。
苗は本葉7 - 8枚のもので、畝の中央に穴を空けて植え付け、高さ1 m以上の支柱を立てて茎を縛り苗が動かないようにする。支柱は、実がたくさんつくと、重みで株が倒れてしまうことを防止するためのものである。苗が育って十分に根付くと花が咲き始めて、すぐに実がつくようになるが、はじめのうちは株をしっかり成長させるため、生長に必要な栄養分が最初の実に取られないように早めに摘果して、株の成長を促すようにする。6月中旬から9月にかけて次々と実がつくようになると、長期間収穫できることから定期的に追肥を行うことも重要で、肥料不足になると花が落ちたり、雌しべが短い短花柱花が多くなる原因となる。実は完熟するとかたくなってしまうので、開花後は2 - 3週間を目安に早めに収穫するようにすると、株への負担も小さく、次の実も早く大きくなる。また、実が一斉にさくさんつくと株が弱くなるので、若採りして樹勢を回復させるのもよい。カラーピーマンは、完熟して色づくまで置いておいてから収穫する。
ピーマンの病虫害に、ホオズキカメムシ、ヨトウムシ、ハスモンヨトウ、アブラムシが葉につき被害に遭いやすいので、見つけたら取り除いて駆除するか薬剤を散布して防除する。

### 日本の主産地
日本の主な生産地は、茨城県、宮崎県、岩手県などで、生産量の日本一は茨城県で約5割を占め、次いで宮崎県、岩手県、高知県が多い。露地栽培の出荷は7 - 8月が主であるが、施設栽培により通年安定的に供給されている。平成14年 - 平成15年度の統計によれば、冬春ピーマン（11月 - 4月）は温暖な気候となっている宮崎県と高知県産が多く、夏秋ピーマン（8月 - 9月）は、福島県や岩手県産が多く出回っている。茨城県産は夏秋ものと冬春もの共に対応し、4 - 7月は特に出荷量が多い。
外国から日本への輸入は、オランダ、韓国、ニュージーランド産が多い。パプリカは、春 - 秋はオランダ産、冬期は韓国、ニュージーランド産が多い。

## 食材
果実を食用とし、緑黄色野菜に分類される。果実の表面につやと張りがあってふっくらとしており、色鮮やかでヘタの切り口が瑞々しく、黒ずんでいないものが新鮮で良品とされる。カラーピーマンは、緑色ピーマンよりの肉厚で、甘みが強い。料理では炒め物やサラダにするほか、煮物にも使える。パプリカはスパイスとしても使われ、ハンガリアンペッパー（別名：スパニッシュペッパー）と呼ばれる甘味とうがらしを粉末状にしたものである。
日本では内部の種やワタを取って調理されるのが一般的だが、これは見栄えや食感をよくするためだけであり、シシトウなどと同様に、変質していなければ種やワタも摂取することができる。

### 風味
カラーピーマンの様に、成熟した果肉には甘みがあり青臭みが気にならない一方で、緑色の未成熟の果肉には独特の青臭い風味と苦味がある。ピーマンを苦手とする人の主な要因は、この特有の青臭さを気にする人が多いからだと言われている。特に子供はこの風味を好まないことが多く、ニンジンやグリーンピースなどと共に子供が嫌いな食材の筆頭に挙げられることも多い。1970年代後半には、1960年代に子供が好きだった物を並べた「巨人・大鵬・卵焼き」をもじって、嫌われ者の代表として「江川・ピーマン・北の湖」という言葉が生まれたほどである。この青臭さや苦味は、油で調理すると軽減される。また、苦味は大人よりも味覚が敏感な幼少期に強く感受されるため、成長するにつれ食べられるようになる子供は多い。
ピーマン特有の青臭さの元は、ピラジンという成分である。ピラジンは緑ピーマンに多く含まれ、血液が凝固するのを予防する効果があり、脳血栓や心筋梗塞の予防に役立つ成分だと評価されている。2012年3月、タキイ種苗とお茶の水女子大学との共同研究により、クェルシトリンがピーマンの苦味成分であることが解明された。苦味を嫌う子供に対しては、1990年代のパプリカの普及から応用がなされるようになったほか、ハラペーニョに改良を加え辛味と苦味を和らげた「こどもピーマン」の開発がなされている。

### 栄養
生の場合、可食部100グラム (g) あたりのエネルギー量は約22 kcal (92 kJ)で、水分含有量は93.4 gを占める。栄養素は比率で炭水化物が約5.1 gと最も多く、次いで蛋白質0.9 g、灰分0.4 g、脂質0.2 gと続く。食物繊維2.3 gのうち、水溶性は0.6 g、不溶性は1.7 gである。
緑色の未熟果は、β-カロテン、ビタミンC・ビタミンE、食物繊維や、ミネラル、カリウムも多く含む。緑色のピーマンには、葉緑素（クロロフィル）が含まれている。特にビタミンCが豊富で、ピーマン1個あたり80 mgのビタミンCが含まれており、トマトの5倍にも相当する。ピーマンに含まれるビタミンPという成分が、ビタミンCを酸化や熱から守る性質があるため、他の野菜に比べて調理後のビタミンCが失われにくい特徴がある。このため、レモンよりも遥かに多くのビタミンCの摂取が可能である。また、ビタミンPはフラボノイドの1種で、毛細血管を強化し、高血圧予防、中性脂肪の減少に役立つといわれている。
ビタミン成分は緑色のときよりも、熟して赤や黄色になったときの方が増加する。熟した赤いピーマンや、カラーピーマンの一種であるパプリカは、緑色ピーマンと比較して、ビタミンCが約2倍、β-カロテンは約3倍ほど多く含まれている。カラーピーマンの色素成分であるカプサンチンは強い抗酸化作用があり、活性酸素から身体を守る作用がある。アメリカでは、ピーマンはがんを予防する食材のトップクラスに挙げられている。
必須アミノ酸の分解には欠かせないもので、健康維持には不可欠とされる補酵素のピロロキノリンキノン（PQQ）は、納豆などと共にピーマンにも含まれている。ハンガリーの生理化学者であるセントジェルジは、ピーマンからビタミンCを発見しノーベル賞を受賞している。

### 保存
夏場以外は常温でも保存可能で、家庭で保存するときには、密閉を避けて7 - 8℃程度の場所に置くのがよい。それよりも低温の場所に長時間置くといわゆる低温障害を起こし、果肉の張りが失われる。冷蔵庫で保存する場合は、水気を取ってポリ袋に入れたりラップで包んで保存するようにすれば、1週間程度はもつ。

### 調理
下ごしらえとして通常、中に入っている白い種や白い葉脈を取り除く。皮を剥く場合は直火で焦げるまで焼いてから、濡れ布巾やペティナイフを使うと剥きやすい。
サラダなどに生食するか、シチューなどの煮込み、マリネなどの酢漬け、中華料理などの炒め物、中の空洞を使って肉を詰めて焼くなどの調理法がある。褐色、黒色、紫色のピーマンは、加熱調理すると緑色に変化する。ピーマンは加熱調理することで甘味を増すが、加熱しすぎると風味が損なわれるため、炒め物では強火で短時間のうちに調理して、色合いよく歯触りを残すように仕上げた方が良い。
ピーマンを使った代表的な料理に、下記のようなものがある。
- 青椒肉絲
- 生のまま刻んでサラダに用いる
- 野菜炒め、スープの具材
- 揚物、天ぷら
- 酢漬（ピクルス）
- 肉詰めピーマン、ドルマ：空洞部分にファルスを詰めて焼いたり煮たりしたもの
- ラタトゥイユ
- ピペラード
- 焼きそば
- チャーハン

## ピーマンを題材とした作品
楽曲
- ごめんねピーマン（作詞：井出隆夫、作曲：越部信義）『おかあさんといっしょ』で使われているタンゴ調の楽曲。
- ピーマンのうた（小島よしお）
- ピーマン体操（有馬かな《潘めぐみ》）
- かなピーマン（しまじろうのわお! 福島節）
- ピーマン（DUSTER3）

映画
- ピーマン80（居作昌果監督）

テレビドラマ
- ピーマン白書（フジテレビ）

因みに、1970年代後半頃には「頭がピーマン」という流行語があった。ピーマンの中身が空洞であることを元に、「頭が空っぽ＝頭が悪い」という意味で使われた。

## その他
ピーマン・トマト・ナスの三種を接ぎ木したものは、トマピーナと呼称される。